# Leoncja
Leoncja – imię żeńskie pochodzenia greckiego; żeński odpowiednik imienia Leoncjusz, które to jest zdrobnieniem od imion, w których skład wchodziła cząstka leon-, takich jak Leontoménēs. 
Imię to było nadawane w bizantyjskiej rodzinie królewskiej. 
Leoncja imieniny obchodzi:
- 23 sierpnia, jako wspomnienie św. Leoncji, wspominanej ze św. Flawią, Ampelią i Licynią[3];
- 6 grudnia, jako wspomnienie św. Leoncji, wspominanej ze św. Dionizją, Datywą, Tercjuszem i innymi świętymi[1].

## W innych językach
- łacina — Leontia
- język włoski — Leonzia